# Torridincola
Torridincola es un género con tres especies de coleópteros mixófagos. 

## Especies
- Torridincola congolesica Steffan, 1973
- Torridincola natalesica Steffan, 1973
- Torridincola rhodesica